# Alexandre Danilovitch Menchikov
Pour les articles homonymes, voir Menchikov.
Alexandre Danilovitch Menchikov (en russe : Александр Данилович Меншиков ; 6 novembre 1673 (16 novembre dans le calendrier grégorien) - 12 novembre 1729 (23 novembre dans le calendrier grégorien)) est un homme politique et chef militaire qui s'est surtout fait connaître du temps de son ami Pierre le Grand. Il est nommé gouverneur général de Saint-Pétersbourg du 12 octobre 1702 à mai 1704 et de janvier 1725 au 8 septembre 1727, prince du Saint-Empire en 1707, duc de Cosel, prince de l'empire de Russie en 1707, duc d'Ingermanland en 1707 et généralissime en 1727.

## Le compagnon de PierreIer
Menchikov est né à Moscou d'un palefrenier des écuries du tsar.
Dès sa jeunesse, il fréquente assidûment le quartier allemand de la capitale où il fait la connaissance de François Lefort, qui le présente au jeune Pierre Ier. Les deux hommes deviennent vite amis et participent ensemble à des beuveries homériques. Pierre le fait entrer dans le régiment Preobrajensky, qu'il vient de créer pour en faire sa garde personnelle.

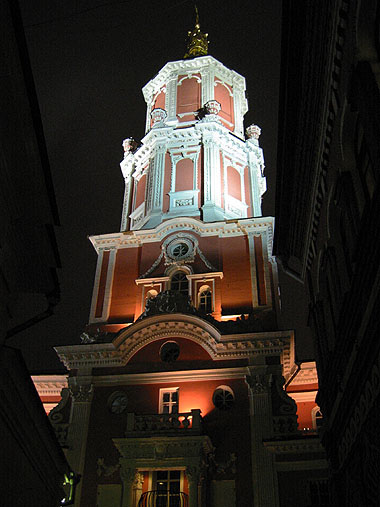
Tour Menchikov à Moscou.

En 1689, Pierre prend officiellement le pouvoir qu'il remet aussitôt à sa mère Natalia Narychkina. Il préfère vivre sa vie de jeunesse mouvementée avec Menchikov et des autres compagnons de débauche : le Genevois François Lefort, l'Écossais Patrick Gordon, ainsi que les Russes Nikita Zotov, Fédor Romodanovski, Gabriel Golovkine, Fédor Golovine et Pierre Tolstoï. Lorsqu'il reprend définitivement le pouvoir, en 1694, ils deviennent ses collaborateurs les plus dévoués et Menchikov est son favori.
Très vite, Menchikov se distingue par son ambition démesurée, son goût du luxe et son dévouement pour son maître. Pour arriver à ses fins, il n'hésite pas à utiliser la corruption. Il devient ainsi extrêmement riche.
En 1697, il accompagne Pierre et sa Grande Ambassade lors de son long voyage d'études et de connaissances à travers l'Europe.

## Le chef militaire
En 1700, éclate une guerre de plus de vingt années entre la Russie et la Suède. Menchikov s'y illustre en démontrant de bonnes capacités militaires. Comme Pierre, il n'assiste pas à la bataille de Narva. En revanche, il se distingue lors de l'offensive russe en Ingrie en 1702. Il est l'un des commandants des troupes qui assiègent la forteresse de Nöteborg, à l'angle du lac Ladoga et de la Néva. La prise de cette place, rebaptisée Schlüsselbourg, est importante car elle donne désormais accès à la Baltique. C'est quelques kilomètres plus loin, la même année, que Pierre fonde Saint-Pétersbourg, future capitale.
En 1706, Menchikov est victorieux des Suédois à Kalisz, en Pologne. Pierre l'y avait envoyé pour soutenir Auguste II contre Stanislas Leszczynski, qui lui avait ravi la couronne de Pologne. Cette victoire n'aura cependant pas de lendemain pour l'ancien roi polonais.
En 1707, Menchikov reçoit le commandement des troupes cosaques. En 1709, Pierre l'envoie en Ukraine y châtier les Cosaques mécontents qui, sous les ordres de l'hetman Ivan Mazepa, ont pris le parti de Charles XII de Suède. Il s'empare de Batourine où il fait massacrer toute la population. Puis il se dirige vers Poltava où l'attend Pierre et les autres généraux. Lors de la bataille de Poltava, où le roi suédois est écrasé, il commande l'aile gauche de l'armée russe.
Devenu maréchal, ses opérations prennent plus d'importance. Il conquiert la Courlande en 1710. En 1713, il fait campagne en Poméranie. À la fin de la guerre, la Baltique est russe de la Carélie à la Pologne.
Parallèlement à ses activités militaires, Pierre le charge aussi d'autres fonctions. Ainsi, en 1718, c'est Menchikov qui préside la commission d'enquête sur les agissements d'Alexis Pétrovitch, soupçonné de trahison.

## Le chef de gouvernement

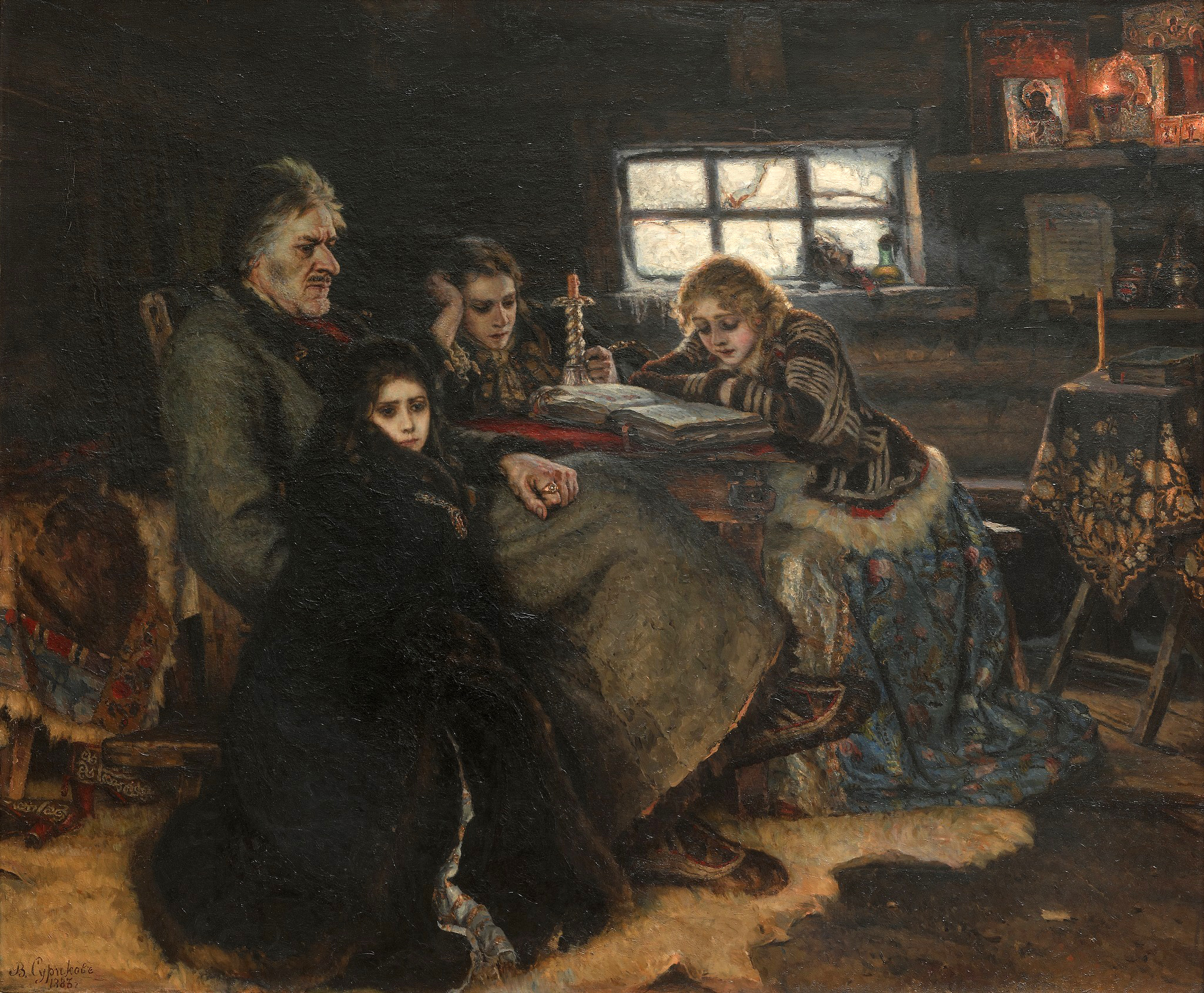
Menchikov à Beriozovo, tableau de Vassili Sourikov.

En janvier 1725, Pierre Ier meurt sans désigner de successeur. Menchikov prend parti pour sa veuve Catherine. Elle est couronnée impératrice en partie grâce à lui. C'est à cette époque qu'il détient le plus de pouvoir, Catherine Ire lui abandonnant la direction du gouvernement.
Sur son conseil, elle crée le Haut conseil secret.
Présidé par Menchikov et comprenant cinq autres membres (le comte Fédor Apraxine, le comte Piotr Andreïevitch Tolstoï, le prince Dmitri Mikhaïlovitch Galitzine (1665-1737), le comte Gavriil Golovkine et le baron Andreï Osterman), il a priorité sur le Sénat et le Saint-Synode pour diriger les destinées de l'État.
Menchikov voit aussi à assurer son avenir et celui de sa famille. Il convainc Catherine Ire de désigner Pierre, fils d'Alexis Petrovitch, comme successeur. Il fiance l'héritier à sa fille Maria. Lorsque l'impératrice meurt à son tour, en mai 1727, il est désigné tuteur du nouvel empereur Pierre II, qui le nomme généralissime.
Son arrogance est la cause de sa chute. Le prince Alexis Dolgorouki (ru), nouveau membre du Haut conseil secret, intrigue auprès de Pierre II et parvient à le persuader de sa malhonnêteté. Le 20 septembre, il est arrêté et déchu de tous ses titres. Ses biens sont confisqués. Après un court procès, il est déporté avec sa femme et ses enfants à Beriozovo en Sibérie occidentale. Il y décède dans la pauvreté le 23 novembre 1729.

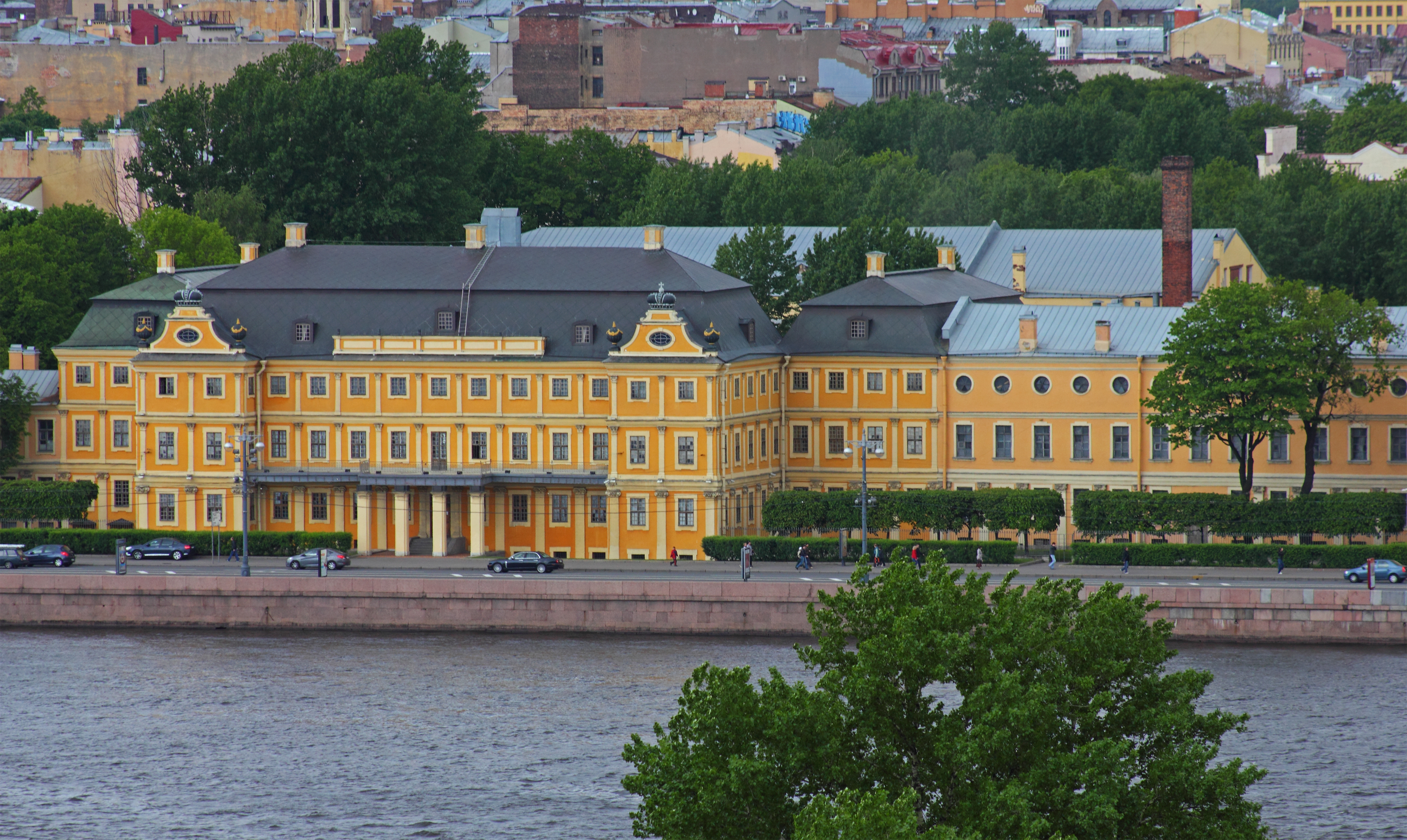
Le palais Menchikov sur les rives de la Neva.

## Titre
- 1707 - 1728 : Son Altesse sérénissime, prince de l'empire de Russie, prince du Saint-Empire.

## Distinctions
- 1703: Ordre de Saint-André
- 8 avril 1725 : Ordre de Saint-Alexandre Nevski